# الفرقة الأمنية 213 (الفيرماخت)
الفرقة الأمنية 213 213 (213. Sicherungs-Division)، المعروفة في البداية باسم فرقة المشاة 213، فرقة أمنية في الفيرماخت لألمانيا النازية. تم نشر الوحدة في المناطق التي تحتلها ألمانيا في الاتحاد السوفياتي، في المنطقة المنطقة الخلفية لمجموعة الجيوش الجنوبية.

## تاريخ العمليات
تم تشكيل فرقة المشاة 213 في 26 أغسطس 1939 كجزء من اوفشتيلوفيلا الثالثة. شكلت في المنطقة العسكرية الثامنة ( سيليزيا ) وتألفت في البداية من فوج المدفعية 213 وكذلك أفواج المشاة 318 و354 و406.  وقد جاء مجندوها من منطقة بريسلاو. كان قائد الفرقة الأولي رينيه دي لوم دي كوربيير. 
خلال غزو بولندا، خدمت فرقة المشاة 213 في احتياطيات مجموعة الجيوش الجنوبية ( جيرد فون روندستيدت ).   لم تلعب دورًا مهمًا في حملة بولندا.  بعد الحملة، خدمت الفرقة تحت الفيلق الخامس والثلاثين.
في يونيو 1940، تم نقل فرقة المشاة 213 إلى الجيش السابع في منطقة الراين العليا،  لكنها لم تر أي عمل في معركة فرنسا.  تم إرسالها في إجازة إلى منطقتها العسكرية في يوليو 1940. لم يتم إعادة تنشيطها كفرقة مشاة، وبدلاً من ذلك تم إعدادها لإصلاح الفرق الأمنية 213 و286 و403 بدءًا من مارس 1941.
تم تشكيل الفرقة الأمنية 213 في 15 مارس 1941 في منطقة Neuhammer، قبل الغزو الألماني للاتحاد السوفياتي، عملية بارباروسا.  تم استبدال كوربيير كقائد فرقة بواسطة ألكسندر جويشين في 18 أغسطس 1942. سيبقى هذا هو الاستبدال الوحيد للقائد في الفرقة، حيث تولى جويشن القيادة حتى حل الفرقة.  عملت الفرقة في أوكرانيا المحتلة وجنوب روسيا خلف الخطوط الأمامية لمجموعة الجيوش الجنوبية. 
تضمنت مهام الفرقة تأمين خطوط الاتصالات والإمداد، والاستغلال الاقتصادي، ومقاومة المقاتلين غير النظاميين ( البارتيزان ) في المناطق الخلفية للفيرماخت.  وشاركت الفرقة، إلى جانب قوات الأمن والشرطة الأخرى في الأراضي المحتلة، في جرائم الحرب ضد أسرى الحرب والسكان المدنيين. خضعت الفرقة لكارل فون روكيس، قائد المنطقة الخلفية لمجموعة الجيوش الجنوبية. على غرار الفرقة الأمنية 454، نسقت إجراءاتها مع فريدريش جيكلن، القائد الأعلى لقوات الأمن والشرطة لمجموعة الجيوش الجنوبية. 

## الأفراد الجديرون بالملاحظة
- رينيه دو لوم دي كوربيري، قائد فرقة ابتداءً من 26 أغسطس 1939. [2]
- ألكسندر جويشين، قائد الفرقة ابتداءً من 18 أغسطس 1942.